# Megaerops ecaudatus
Espèce
Statut de conservation UICN

 LC  : Préoccupation mineure
Megaerops ecaudatus est une espèce de chauve-souris, du genre Megaerops. On la trouve en Thaïlande, en Malaisie, à Bornéo et à Sumatra.

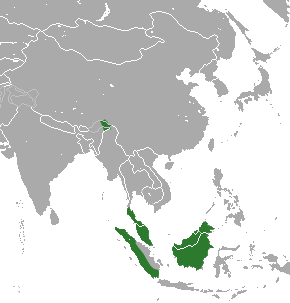
Répartition de Megaerops ecaudatus